# Adiantum trichochlaenum
Adiantum trichochlaenum là một loài thực vật có mạch trong họ Adiantaceae. Loài này được Mickel & Beitel miêu tả khoa học đầu tiên năm 1988.